# Łowce
Łowce – wieś w Polsce położona w województwie podkarpackim, w powiecie jarosławskim, w gminie Chłopice.
W Łowcach ma siedzibę rzymskokatolicka  parafia św. Jana Chrzciciela i św. Marcina.
W latach 1975–1998 miejscowość administracyjnie należała do województwa przemyskiego.

## Części wsi
| SIMC    | Nazwa        | Rodzaj    |
| ------- | ------------ | --------- |
| 0599971 | Bojanówka    | część wsi |
| 0600007 | Karwaka      | osada     |
| 0599988 | Podgaj       | część wsi |
| 0599994 | Szczekajówka | część wsi |

## Historia
Historię wsi do czasów rozbiorów zbadał Mirosław Gilarski i opisał w książce pt. "Łowce. Zarys dziejów wsi do 1772 roku”.

### Początki wsi, geneza, nazwa
Po raz pierwszy wieś zostaje wymieniona w dokumencie z 1368 roku jako Lowczow (Łowców), w późniejszych dokumentach z lat 1387 i 1389 figuruje jako Lowcze lub Łowcze. Wykopaliska archeologiczne (cmentarzysko z XI-XII w.) wskazuje jednak na wcześniejsze pochodzenie osady. Po roku 1031, Ruś zajmuje Grody Czerwieńskie i buduje na tym terenie nowe ośrodki administracyjne, w tym Jarosław. Wtedy też zapewne powstaje osada służebna Łowce, której ludność zobowiązana jest do pełnienia powinności względem grodu polegających głównie na dostarczaniu drewna, leśnej zwierzyny, na bartnictwie i dostarczaniu miodu oraz grzybów i owoców runa leśnego na dwór w Jarosławiu. Łowcy mieli też opiekować się leśną zwierzyną i pomagać w polowaniach panom z Jarosławia.

### Zmiany własności wsi
W roku 1340, król Polski Kazimierz Wielki przyłącza Ziemię Przemyską do Polski, która od tej pory wchodzi w skład tzw. królewszczyzny, czyli dóbr należących bezpośrednio do króla. Jednak już  w roku 1387, Władysław Jagiełło nadaje całą Jarosławszczyznę, w tym także wieś Łowce Janowi  z Tarnowa Leliwicie. Około roku 1390 następuje też lokacja wsi na prawie niemieckim, co daje korzyść zarówno mieszkańcom wsi jak i jej właścicielom. W roku 1410, szlachta z „Państwa Jarosławskiego”, w tym sołtys wsi Łowce Pentko walczy w bitwie pod Grunwaldem w chorągwi Spytka, syna Jana z Tarnowa, pana na Jarosławiu. Prawdopodobnie w roku 1442 wieś nabywa Marcisz z Wojciechowa, wywodzący się ze średniej szlachty. Staje się on protoplastą dwóch rodów szlachty gniazdowej: Morawskich i Łowieckich. Wieś pozostaje w rękach Łowieckich do końca XVI wieku. Do połowy wieku XVII wieś, podzielona na kilka działów, drogą wykupu lub nadań, a także spadków przechodzi ostatecznie na rzecz Jezuitów z Jarosławia. Od tej pory, aż do czasu kasacji zakonu przez zaborcę w 1773 roku stanowi część rozległych dóbr jezuickich zwanych państwem "Pawłowe Sioło". Jednak jeszcze przed 1780 rokiem, Łowce zostają odkupione od rządu Austrii przez rodzinę Siemieńskich i pozostają jej własnością do I połowy XIX wieku.
W II Rzeczypospolitej wieś w powiecie jarosławskim województwa lwowskiego. W latach 1943–1946 nacjonaliści ukraińscy z OUN-UPA zamordowali tutaj 14 Polaków.

### Rozwój Gospodarczy
Gospodarka wsi oparta była głównie na potencjale naturalnym. W pierwszym okresie, do końca XV wieku dominowały zajęcia oparte na eksploatacji potencjału otaczających wieś lasów. Było to pozyskiwanie drewna na budulec, do produkcji beczek, na opał, pozyskiwanie smoły, łowiectwo, bartnictwo i zbieractwo runa leśnego. Na nielicznych polach uprawiano zboża, a w części dębowej i bukowej lasu hodowano świnie. Od połowy wieku XV rozpoczyna się wyrąb lasów  i przechodzenie mieszkańców wsi do gospodarki typowo rolniczej. Wzrasta znaczenie hodowli bydła. Sprzyja temu bliskość jednego z największych targowisk Europy w Jarosławiu. Bartnictwo zostaje zastępowane przez pszczelnictwo (hodowla pszczół w kłodach). Od XIV wieku wykorzystywany jest również potencjał rzeki Rokietnicy. Powstaje młyn i stawy rybne. Rzeką spławiane jest aż do Bałtyku drewno i inne towary.

### Parafie

#### Parafia obrządku łacińskiego
Pierwszy drewniany kościół, pod wezwaniem Jana Chrzciciela i św. Marcina, został ufundowany przez Jana  z Tarnowa Leliwitę w roku 1400. W okolicach tej daty powstaje też parafia rzymskokatolicka, która otrzymuje nadania ziemskie. Parafia obejmowała wsie Łowce i Ostrów. Kościół uległ zniszczeniu podczas najazdu Tatarów w roku 1410 lub 1420. W roku 1424 syn Jana Tarnowskiego – Spytko, odbudował kościół w miejscu gdzie stoi do dzisiaj. W 1475 roku do parafii dołączyły wsie Lutków  i Zamiechów, a w 1620 roku do parafii należały jeszcze Dobkowice i Chłopice. Do właścicieli wsi Łowce należało prawo prezenty czyli prawo do ustanawiania proboszcza. W 1595 roku parafię przejmują Jezuici jarosławscy, do których w owym czasie należy już kilka działów wsi. Nowi właściciele, prowadzący w Jarosławiu kolegium jezuickie podnoszą poziom kształcenia w szkole parafialnej założonej we wsi na początku XVI w. przez Łowieckich. W roku 1593 w jarosławskim klasztorze rezydował Piotr Skarga pisząc „Kazania  na niedziele i święta całego roku” i objeżdżając, jak to było w zwyczaju, okoliczne jezuickie dobra, zapewne nie raz gościł w łowieckim kościele.

#### Parafia obrządku greckiego
Pierwsze wzmianki o istnieniu parafii prawosławnej pochodzą z 1493 roku, choć zapewne parafia istniała już wcześniej. Była mniej liczna od parafii katolickiej, posiadała też mniejsze nadania ziemskie. Łowiecka cerkiew pod wezwaniem Najświętszej Marii Panny znajdowała się nieopodal kościoła katolickiego. W 1691 roku cerkiew łowiecka wraz z całą Diecezją przeszły na grecki katolicyzm. Greckokatolicka parafia w Łowcach została skasowana w 1800 roku z powodu małej liczby wiernych i dołączona jako cerkiew filialna do parafii greckokatolickiej w Ostrowie.